# 歐塞爾青年會

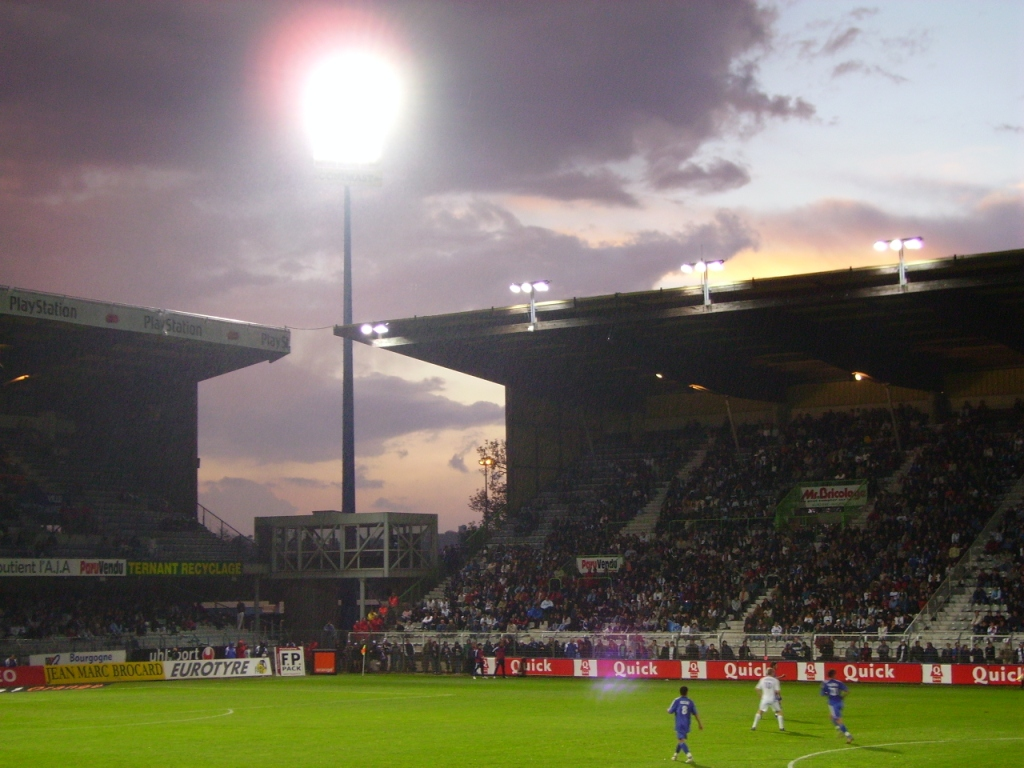
阿比迪甘斯球場

歐塞爾青年會（法語：Association de la Jeunesse Auxerroise），簡稱歐塞爾（AJ Auxerre），是位於法國中部勃艮第地区欧塞尔的足球俱乐部，於1905年成立，主場是在約訥河畔可容納23,467人的阿貝-德尚球場，現時在法國足球甲級聯賽比賽。

## 球會歷史
歐塞爾青年會創立於1905年，由一位修道院神父創辦。早年雖然只在地區聯賽參賽，但有不俗成績，在1908年曾打入地區杯賽決賽，惜以1–8落敗。
二次大戰後球隊不斷擴張，1961年起總教練職位由居伊·鲁接掌。在他的領導下，歐塞爾曾三度奪得法國盃冠軍，1980年首次贏得乙組聯賽冠軍升上甲組聯賽，1996年更登上球會最高峰，以壓倒性勝利姿態擊敗巴黎圣日耳曼、摩納哥及梅斯歷史性首次奪得甲組聯賽冠軍。1997年過關斬將晉級歐洲足協圖圖盃決賽階段，最後擊敗德國的MSV杜伊斯堡首次奪得歐洲賽事冠軍。
2004年古利洛斯宣佈退休，其連續44年擔任球隊總教練的經歷創下歐洲頂級聯賽紀錄。古利洛斯離隊後，其職位由著名領隊積基斯·辛天尼接任。因未能帶領球隊晉級任何歐洲比賽，辛天尼只任教一年即被撤職。2006年，由於意大利受假球風波影響無法決定意大利甲組聯賽名次，欧塞尔递补得到歐洲足協圖圖盃席位，他们凭借在这项赛事中的成绩进入欧联杯，历经第二轮预选赛、第一轮正赛，最终在小组赛中出局。
2012年，欧塞尔再次降入法乙。2022年，欧塞尔重返法甲，但仅一个赛季后就再次降入法乙。2024年，欧塞尔再次重返法甲。

## 主場球場
阿比迪甘斯球場（Stade l'Abbé-Deschamps）位於欧塞尔，是歐塞爾的主場球場，於1918年啟用，是法甲唯一一個由球會自己擁有的球場，可容24,493名觀眾。

## 球會榮譽
- 法國甲組足球聯賽

冠軍：1995-96年
- 法國乙組足球聯賽

冠軍：1979-80年
- 法國盃

冠軍：1993-94年, 1995-96年, 2002-03年, 2004-05年
亞軍：1978-79年
- 歐洲足協圖圖盃

冠軍：1996-97年
亞軍：1999-00年
- France DH Bourgogne champions

冠軍：1969-70年
並列冠軍：1908-09年
- Vice-champion of France FGSPF

亞軍：1908-09年
- Champion of Bourgogne FGSPF

冠軍：1905-06年, 1906-07年, 1907-08年, 1908-09年, 1909-10年, 1910-11年, 1911-12年, 1912-13年, 1913-14年

## 著名球星
| - （Laurent Blanc） - （Jean-Alain Boumsong） - （Eric Cantona） - （Lionel Charbonnier） - （Djibril Cisse） - （Khalilou Fadiga） | - （Alain Goma） - （Stéphane Guivarc'h） - 奧利維爾·卡普（Olivier Kapo） - （Philippe Mexès） - （Benjani Mwaruwari） - （Bacary Sagna） | - （Enzo Scifo） - 安杰伊·沙尔马赫（Andrzej Szarmach） - （Teemu Tainio） - （Taribo West） |

## 外部連結
- 歐塞爾官方網站（法文） （页面存档备份，存于）